# 巨金鼹属
巨金鼴屬（学名：Chrysospalax），哺乳綱、食蟲目的一屬，而與巨金鼴屬（巨金鼴）同科的動物尚有溫氏金鼴屬（溫氏金鼴）、荒漠鼴屬（荒漠鼴）、金毛鼴屬（金毛鼴）、綠鼴屬（斯氏綠鼴）等之數種哺乳動物。

## 下属物种
本属包括以下物种：
- 巨金鼴 Chrysospalax trevelyani (Günther, 1875)
- 巨森林金鼹 Chrysospalax villosus (A.Smith, 1833)